# Gran Premi de Catalunya de Motocròs
El Gran Premi de Catalunya de Motocròs en les categories de MX1, MX2 i Women alhora, abreujat GP de Catalunya de Motocròs, és una prova puntuable per al Campionat del Món de motocròs que organitza el Moto Club Segre al Circuit de Motocròs de Catalunya de Bellpuig (també conegut com a Circuit de Montperler), com a continuació dels Grans Premis estatals que hi venia organitzant ininterrompudament d'ençà de 1994 (primer el de 125cc, després el de 125, 250 i 500cc i a partir del 2004, el de MX1 i MX2).

## Història
Amb la nova estructuració de categories del mundial endegada el 2004, el Gran Premi d'Espanya celebrat a Bellpuig passà a acollir les noves categories de MX1 i MX2 (les considerades com a més importants), mantenint-se l'èxit de l'etapa anterior fins al punt que el 2006 rebé el premi a la millor prova de l'any per la seva gestió i desenvolupament. A partir del 2009 la denominació canvià ja oficialment a la de Gran Premi de Catalunya de Motocròs, nom amb el qual es mantingué fins al 2010 com una de les proves clau del calendari. La primera edició d'aquest Gran Premi comptà amb l'assistència de 8.000 espectadors i incorporà com a novetat la categoria femenina (Women).
Encara que el Gran Premi de Catalunya tenia assegurada la continuïtat any rere any, les edicions previstes per a les temporades de 2011 i 2012 hagueren de ser suspeses a causa de la crisi econòmica (el comunicat oficial emès pel Consorci del Circuit de Motocròs de Catalunya, del qual forma part la Secretaria General de l'Esport de la Generalitat de Catalunya, adduïa com a principals causes de la cancel·lació la crisi econòmica global, les restriccions pressupostàries i el delicat moment de l'economia catalana).
En vistes de la situació, la FIM tornà a recuperar l'antiga denominació de Gran Premi d'Espanya i en concedí l'organització al Moto Club Bañezano, el qual el celebra des d'aleshores al circuit "La Salgada" de La Bañeza (Castella i Lleó).

## Palmarès
Font:
A 1 de gener de 2013

### MX1[12]
| Edició | Any  | Data                     | Guanyador         | Guanyador | Segon              | Segon  | Tercer          | Tercer |
| ------ | ---- | ------------------------ | ----------------- | --------- | ------------------ | ------ | --------------- | ------ |
| I      | 2009 | 16-17 de maig            | Jonathan Barragán | KTM       | David Philippaerts | Yamaha | Antonio Cairoli | Yamaha |
| II     | 2010 | 15-16 de maig            | Tanel Leok        | Honda     | David Philippaerts | Yamaha | Maximilian Nagl | KTM    |
|        |      | 2011-2012: No es disputà |                   |           |                    |        |                 |        |

### MX2[13]
| Edició | Any  | Data                     | Guanyador           | Guanyador | Segon         | Segon | Tercer            | Tercer |
| ------ | ---- | ------------------------ | ------------------- | --------- | ------------- | ----- | ----------------- | ------ |
| I      | 2009 | 16-17 de maig            | Jeremy van Horebeek | KTM       | Rui Gonçalves | KTM   | Anthony Boissière | KTM    |
| II     | 2010 | 15-16 de maig            | Marvin Musquin      | KTM       | Joël Roelants | KTM   | Shaun Simpson     | KTM    |
|        |      | 2011-2012: No es disputà |                     |           |               |       |                   |        |

### Women
| Edició | Any  | Data                     | Guanyadora      | Guanyadora | Segona             | Segona | Tercera            | Tercera  |
| ------ | ---- | ------------------------ | --------------- | ---------- | ------------------ | ------ | ------------------ | -------- |
| I      | 2009 | 16-17 de maig            | Stephanie Laier | KTM        | Larissa Papenmeier | Suzuki | Livia Lancelot     | Kawasaki |
| II     | 2010 | 15-16 de maig            | Stephanie Laier | KTM        | Livia Lancelot     | KTM    | Larissa Papenmeier | Suzuki   |
|        |      | 2011-2012: No es disputà |                 |            |                    |        |                    |          |